# Shinzō Orchestra
Shinzō Orchestra (心臓オーケストラ?, Shinzō Ōkesutora) è il quarto album della band giapponese The Back Horn, il secondo con una major.

## Tracce
1. WATABŌSHI (ワタボウシ)
2. Game (ゲーム, Gēmu)
3. Namida ga Koboretara (涙がこぼれたら)
4. Natsukusa no Yureru Oka (夏草の揺れる丘)
5. Materia (マテリア)
6. Dinner (ディナー, Dinā)
7. Yūgure (夕暮れ)
8. Yasei no Taiyō (野生の太陽)
9. Sekaiju no Shita de (世界樹の下で)
10. Nukumori Uta (ぬくもり歌)